# Avontuur in Sierra Leone
Avontuur in Sierra Leone is een spionageroman van auteur Gérard de Villiers en is het 89e deel uit de S.A.S.-reeks met als protagonist de Oostenrijkse prins en freelance CIA-agent Malko Linge.

De ligging van Sierra Leone in Centraal-Afrika.

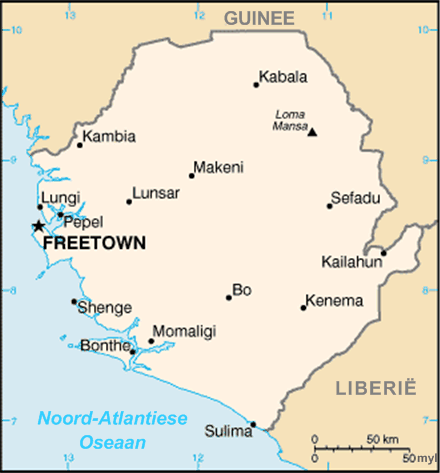
Een overzichtskaart van Sierra Leone.

## Het verhaal
Sierra Leone is een van de rustigste en evenwichtigste landen van Afrika maar deze rust lijkt te worden verstoord door Libanese sjiieten en de geheime diensten van Israël, de Mossad, en Iran.
De Libanese sjiieten in Sierra Leone bereiden en omvangrijke terroristische aanslag voor en worden hierbij ondersteund door de Iraanse geheime dienst.
Malko start in de hoofdstad Freetown zijn onderzoek en stuit al snel op de betrokkenheid van een Ier Bill Hodges.

## Personages
- Malko Linge, een Oostenrijkse prins en CIA-agent;
- Forugi Hoessein, een geheim agent van de Iraanse geheime dienst;
- Karim Labaki, een Libanese sjiiet en meedogenloos wreed;
- Bill Hodges, een Ier en lid van de IRA;
- Yassira, een Libanese schone en nicht van Labaki.